# Liste der Bodendenkmale in Rosengarten (Landkreis Harburg)
In der Liste der Bodendenkmale in Rosengarten (Landkreis Harburg) sind alle Bodendenkmale der niedersächsischen Gemeinde Rosengarten aufgelistet. Die Quelle ist der Denkmalatlas Niedersachsen. Der Stand der Liste ist der 27. Oktober 2024.

## Allgemein
In den Spalten finden sich folgende Informationen des Bodendenkmales :
- Lage        : geographische Koordinaten
- Bezeichnung : Bezeichnung lt. Denkmalatlas
- Beschreibung: Beschreibung lt. Denkmalatlas
- ID          : Objekt-ID
- Bild        : Bild, ggf. zusätzlich mit Link zu weiteren Fotos im Medienarchiv Wikimedia Commons.

## Eckel
| Lage                        | Bezeichnung        | Beschreibung                                  | ID       | Bild |
| --------------------------- | ------------------ | --------------------------------------------- | -------- | ---- |
| 53° 21′ 19″ N, 9° 53′ 42″ O | Eckel 9, Grabhügel | Rund, Durchmesser 12 m, erhaltene Höhe 0,7 m. | 28961092 | BW   |

## Ehestorf
| Lage                       | Bezeichnung            | Beschreibung | ID       | Bild |
| -------------------------- | ---------------------- | --- | -------- | ---- |
| 53° 26′ 44″ N, 9° 55′ 2″ O | Ehestorf 12, Grabhügel | Randlich leicht verflacht, ansonsten gleichmäßig gewölbt. Durchmesser 10 m, erhaltene Höhe 0,8 m. Im O-Bereich durch eine alte Einkuhlung gestört. | 28961093 | BW   |

## Emsen
| Lage                        | Bezeichnung              | Beschreibung | ID       | Bild           |
| --------------------------- | ------------------------ | --- | -------- | -------------- |
| 53° 23′ 47″ N, 9° 51′ 51″ O | Emsen 1, Großsteingrab   | Das „der hohe Stein“ genannte Großsteingrab liegt in einem Knick zwischen zwei Ackerflächen. Markant zu sehen ist noch die Ruine einer Steinkammer die in den Resten eines nordwest-südöstlich ausgerichteten Hügelrests steht. Vorhanden sind weiterhin der nordwestliche Abschlussstein und fünf Träger der nordöstlichen Langseite in situ, wobei allerdings der dritte, von Nordwesten gezählte Träger durch den auf ihm lastenden, aber gekippten Deckstein nach innen gedrückt wird. | 28961095 | Weitere Bilder |
| 53° 24′ 5″ N, 9° 51′ 14″ O  | Emsen 23, Grabhügel      | Kräftig gewölbt, Durchmesser 15 m, erhaltene Höhe 1,3 m. An Südseite eine flache Angrabung. | 28961091 | BW             |
| 53° 24′ 8″ N, 9° 51′ 22″ O  | Emsen 24, Grabhügel      | Gleichmäßig gewölbt, etwas zerflossen. Durchmesser 10 m, erhaltene Höhe 0,9 m. | 28961190 | BW             |
| 53° 24′ 8″ N, 9° 51′ 18″ O  | Emsen 25, Grabhügel      | Breit, flach, oberflächlich stark zerwühlt. Durchmesser ca. 13 m, erhaltene Höhe 0,7 m. | 28961192 | BW             |
| 53° 23′ 52″ N, 9° 50′ 32″ O | Emsen 28, Grabhügel      | Rundlich, Durchmesser 12 m und erhaltene Höhe 0,8 m. Sanft gewölbt, westliche Seite stark durch Bodenentnahme zerstört. | 28961191 | BW             |
| 53° 23′ 52″ N, 9° 50′ 29″ O | Emsen 29, Grabhügel      | Oval mit sanft ansteigendem Randbereich, nordöstliche Teil durch modernen Entwässerungsgraben begrenzt. Länge 15 m, Breite 12 m, erhaltene Höhe 1,3 m. | 28961193 | BW             |
| 53° 24′ 19″ N, 9° 50′ 28″ O | Emsen 30, Grabhügel      | Rund mit gut abgesetzten Rändern. Durchmesser 12 m, erhaltene Höhe 0,6 m. Zentrale Eingrabung stört. | 28961194 | BW             |
| 53° 23′ 10″ N, 9° 50′ 20″ O | Emsen 32, Grabhügel      | Rundlich, Durchmesser 16 m und erhaltenen Höhe 0,5 m. Einige Granitsteine. Durch Pflanzfurchen stark gestört. An der Westseite Material abgegraben. | 28961094 | BW             |
| 53° 23′ 12″ N, 9° 49′ 43″ O | Emsen 33, Grabhügel      | Etwas unförmig, durch Pflanzfurchen gestört. Durchmesser 15 m, erhaltene Höhe 0,7 m. | 28961196 | BW             |
| 53° 23′ 11″ N, 9° 49′ 50″ O | Emsen 34, Grabhügel      | Rund, Durchmesser ca. 10 m und erhaltenen Höhe 0,8 m. | 28961197 | BW             |
| 53° 23′ 10″ N, 9° 49′ 48″ O | Emsen 35, Grabhügel      | Rundlich, Durchmesser 11 m und erhaltene Höhe 0,7 m. | 28961189 | BW             |
| 53° 23′ 10″ N, 9° 49′ 48″ O | Emsen 36, Grabhügel      | Rund, Durchmesser ca. 8,5 m und erhaltene Höhe 0,5 m. | 28961198 | BW             |
| 53° 23′ 6″ N, 9° 49′ 47″ O  | Emsen 38, Grabhügel      | Rund, Durchmesser 12 m und erhaltene Höhe 0,8 m. Mitte wird durch zentrale Eingrabung gestört. Einige bis kopfgroße Granitsteine. | 28961195 | BW             |
| 53° 22′ 56″ N, 9° 49′ 32″ O | Emsen 39, Grabhügel      | Leicht oval, Ost-West-Orientierung, Durchmesser ca. 18 × 16 m, erhaltene Höhe ca. 1 m. Mehrere Vertiefungen und Pflanzfurchen überziehen die Oberfläche. | 28961201 | BW             |
| 53° 24′ 20″ N, 9° 50′ 17″ O | Emsen 41, Grabhügel      | Klein, rund, Durchmesser 9 m und erhaltene Höhe 0,6 m. An der Oberfläche einzelne Granitsteine. | 28961202 | BW             |
| 53° 24′ 19″ N, 9° 50′ 10″ O | Emsen 42, Grabhügel      | Rund, Durchmesser 15 m, erhaltene Höhe 1,2 m. Im Südwestteil durch Einkuhlungen gestört. | 28961200 | BW             |
| 53° 24′ 17″ N, 9° 50′ 6″ O  | Emsen 43, Grabhügel      | Rest, Nordbereich komplett abgegraben. Durchmesser betrug ca. 9 m; erhaltene Höhe des Resthügels 0,7 m. | 28961204 | BW             |
| 53° 24′ 10″ N, 9° 49′ 47″ O | Emsen 44, Grabhügel      | Rund, Durchmesser 14 m und erhaltene Höhe 0,5 m. Im Innenbereich bis 1,2 m lange Granitsteine. | 28952095 | BW             |
| 53° 24′ 4″ N, 9° 48′ 55″ O  | Emsen 45, Grabhügel      | Rund, Durchmesser 12 m, erhaltene Höhe 1 m. | 28961203 | BW             |
| 53° 24′ 3″ N, 9° 48′ 57″ O  | Emsen 46, Grabhügel      | Rund, mit auslaufendem Rand, Durchmesser ca. 10 m, erhaltene Höhe 0,7 m. | 28961205 | BW             |
| 53° 24′ 2″ N, 9° 48′ 58″ O  | Emsen 47, Grabhügel      | Rund, Durchmesser 13 m, erhaltene Höhe 1 m. Verflachte Kuppe mit Mulde einer alten Eingrabung. | 28961206 | BW             |
| 53° 24′ 0″ N, 9° 48′ 58″ O  | Emsen 48, Grabhügel      | Rund, schwach abgesetzte Ränder, Durchmesser 10 m, 0,5 m erhaltene Höhe. | 28984852 | BW             |
| 53° 23′ 58″ N, 9° 49′ 0″ O  | Emsen 49, Grabhügel      | Durchmesser ca. 7 Meter und Höhe ca. 0,4 Meter. | 28961208 | BW             |
| 53° 23′ 54″ N, 9° 48′ 48″ O | Emsen 50, Grabhügel      | Rund, stark durch Pflanzfurchen gestört, Durchmesser 13 m, erhaltene Höhe 0,6 m. In den Störungen bis faustgroße Granitsteine sichtbar. | 28961209 | BW             |
| 53° 23′ 53″ N, 9° 48′ 41″ O | Emsen 51, Grabhügel      | Rund, massiv mit Kuppenmulde. Südwestrand durch alten Pfad tangiert. Durchmesser 15 m, erhaltene Höhe 1,4 m. | 28961210 | BW             |
| 53° 23′ 40″ N, 9° 49′ 21″ O | Emsen 52, Grabhügel      | Rundlich, Ostteil durch Forstweg überprägt. Kuppe mit Mulde. Durchmesser 20 m, erhaltene Höhe 1 m. | 28961211 | BW             |
| 53° 23′ 40″ N, 9° 49′ 26″ O | Emsen 53, Grabhügel      | Leicht verflacht, groß, Durchmesser 24 m und erhaltenen Höhe 1,2 m. | 28961212 | BW             |
| 53° 23′ 35″ N, 9° 49′ 33″ O | Emsen 72, Grabhügel      | Rund, gesamter Innenbereich alt ausgekoffert. Durchmesser 16 m und in den erhaltenen Bereichen Höhe 1,1 m. | 28959385 | BW             |
| 53° 23′ 34″ N, 9° 49′ 47″ O | Emsen 73, Grabhügel      | Rundlich, südliche Hälfte von Forstweg überfahren. Durchmesser 15 m, erhaltene Höhe im Nordteil 1 m. Auf der Oberfläche einige bis kopfgroße Granitsteine. | 28959386 | BW             |
| 53° 23′ 32″ N, 9° 49′ 32″ O | Emsen 79, Grabhügel      | Annähernd rund. Zentraler bis nördlicher Bereich durch Einkuhlung gestört, Forstweg führt über das südliche Drittel. Durchmesser ca. 18 m, erhaltene Höhe 1 m. Bis kopfgroße Granitsteine sichtbar. | 28959388 | BW             |
| 53° 23′ 49″ N, 9° 50′ 19″ O | Emsen 80, Grabhügel      | Rund, Einkuhlung von 3 m × 3 m stört zwischen zentralem und nördlichem Bereich. Durchmesser 15 m, erhaltene Höhe 0,5 m. | 28959389 | BW             |
| 53° 23′ 24″ N, 9° 50′ 1″ O  | Emsen 81, Grabhügel      | Rund, Durchmesser 16 m und erhaltene Höhe 0,7 m. Einkuhlungen, faust- bis kopfgroße Granitsteine im Nordteil. | 28959390 | BW             |
| 53° 23′ 21″ N, 9° 50′ 18″ O | Emsen 82, Grabhügel      | Rund, Einkuhlungen im Zentrum. 11 m Durchmesser und 0,7 m erhaltene Höhe. | 28959391 | BW             |
| 53° 23′ 20″ N, 9° 50′ 19″ O | Emsen 83, Grabhügel      | Annähernd rund, hochgewölbt, Durchmesser 15 m, erhaltene Höhe 1,2 m. | 28959392 | BW             |
| 53° 23′ 19″ N, 9° 50′ 18″ O | Emsen 84, Grabhügel      | Annähernd rund, Durchmesser 15 m und erhaltene Höhe von 1 m. | 28959393 | BW             |
| 53° 22′ 34″ N, 9° 50′ 16″ O | Emsen 100, Großsteingrab | Insgesamt wohl trapezförmige Anlage von 55 m Länge und 8 m Breite mit einer Steinkammer im Südwestteil, Weite der aus vier Jochen bestehenden Kammer ca. 5 m, Höhe wohl ca. 1,5 m. Eingang auf der südöstlichen Längsseite zwischen erstem und zweiten Trägerstein nachgewiesen. | 28951484 | Weitere Bilder |

### Emsen 54
- ID:28961213
- Nordwestl. von Emsen im Staatsforst gelegenes Grabhügelfeld mit 19 Grabhügeln. Davon 7 mit 8 – 12 m Durchmesser und 0,3 – 0,7 m erhaltener Höhe sowie 12 größere mit 10 – 20 m Durchmesser und 0,7 – 2,4 m erhaltener Höhe. Wahrscheinlich gehören auch die südlich des Grabhügelfeldes liegenden einzelnen Grabhügel zu dieser Anlage.

| Lage                        | Bezeichnung | Beschreibung | ID       | Bild |
| --------------------------- | ----------- | --- | -------- | ---- |
| 53° 23′ 51″ N, 9° 49′ 30″ O | Emsen 54    | Groß, Durchmesser 17 m und erhaltenen Höhe 1,5 m. Kuppe gemuldet und etliche bis doppeltkopfgroße Granitsteine sichtbar.          | 28961199 | BW   |
| 53° 23′ 46″ N, 9° 49′ 31″ O | Emsen 55    | Rund, gut erhalten, Durchmesser 17 m und Höhe 1,6 m.                                                                              | 28961214 | BW   |
| 53° 23′ 45″ N, 9° 49′ 30″ O | Emsen 56    | Rund, Durchmesser 15 m und erhaltene Höhe 1,6 m.                                                                                  | 28961215 | BW   |
| 53° 23′ 45″ N, 9° 49′ 33″ O | Emsen 57    | Klein, rund, Durchmesser 10 m und Höhe 0,9 m.                                                                                     | 28961216 | BW   |
| 53° 23′ 47″ N, 9° 49′ 33″ O | Emsen 58    | Massiv, rund, Durchmesser 20 m, erhaltene Höhe 2,4 m. Vereinzelt kopfgroße Granitsteine.                                          | 28961217 | BW   |
| 53° 23′ 47″ N, 9° 49′ 35″ O | Emsen 59    | Rund, Durchmesser 15 m und erhaltene Höhe 1,4 m.                                                                                  | 28961218 | BW   |
| 53° 23′ 49″ N, 9° 49′ 37″ O | Emsen 60    | Rund, Kuppe durch zentrale, ca. 0,6 m tiefe Eingrabung gestört. Durchmesser 15 m, erhaltene Höhe 1,4 m.                           | 28961220 | BW   |
| 53° 23′ 47″ N, 9° 49′ 38″ O | Emsen 61    | Rund, Durchmesser 15 m und erhaltene Höhe 0,8 m.                                                                                  | 28959369 | BW   |
| 53° 23′ 46″ N, 9° 49′ 36″ O | Emsen 62    | Rund, vereinzelt bis kopfgroße Granitsteine. Durchmesser 15 m, erhaltene Höhe 0,7 m.                                              | 28959371 | BW   |
| 53° 23′ 45″ N, 9° 49′ 37″ O | Emsen 63    | Klein, rund, Durchmesser 10 m und erhaltene Höhe 0,6 m.                                                                           | 28959372 | BW   |
| 53° 23′ 45″ N, 9° 49′ 39″ O | Emsen 64    | Rund mit auslaufendem Rand und wenigen bis überkopfgroßen Granitsteinen. Durchmesser 12 m, erhaltene Höhe 0,4 m. Rand auslaufend. | 28959373 | BW   |
| 53° 23′ 44″ N, 9° 49′ 37″ O | Emsen 65    | Rund, Durchmesser 15 m und erhaltene Höhe 1,3 m.                                                                                  | 28959375 | BW   |
| 53° 23′ 44″ N, 9° 49′ 36″ O | Emsen 66    | Rund, Durchmesser 14 m und erhaltenen Höhe 1 m.                                                                                   | 28959379 | BW   |
| 53° 23′ 45″ N, 9° 49′ 35″ O | Emsen 67    | Rund mit zentraler Eingrabung. Im Osten und Südosten bis kopfgroße Granitsteine. Durchmesser 16 m, erhaltene Höhe 0,7 m.          | 28959380 | BW   |
| 53° 23′ 50″ N, 9° 49′ 41″ O | Emsen 68    | Klein, Durchmesser 11 m und erhaltene Höhe 0,5 m. Kuppe abgeflacht und nach Westen geneigt.                                       | 28959381 | BW   |
| 53° 23′ 50″ N, 9° 49′ 45″ O | Emsen 69    | Klein, Durchmesser 10 m, erhaltene Höhe 0,6 m.                                                                                    | 28959382 | BW   |
| 53° 23′ 50″ N, 9° 49′ 48″ O | Emsen 70    | Klein mit angeschnittenem Ostrand. Durchmesser ehemals 9 m, erhaltene Höhe 0,7 m.                                                 | 28959383 | BW   |
| 53° 23′ 49″ N, 9° 49′ 47″ O | Emsen 71    | Klein, Durchmesser 8 m, erhaltene Höhe ca. 0,3 m.                                                                                 | 28959384 | BW   |
| 53° 23′ 43″ N, 9° 49′ 35″ O | Emsen 74    | Klein, Durchmesser 10 m, erhaltene Höhe 0,5 m.                                                                                    | 28959378 | BW   |
| 53° 23′ 43″ N, 9° 49′ 36″ O | Emsen 78    | Rund, Durchmesser 10 m und erhaltene Höhe 0,5 m. Einkuhlungen an der Oberfläche.                                                  | 28959387 | BW   |

## Klecken
| Lage                        | Bezeichnung              | Beschreibung | ID       | Bild           |
| --------------------------- | ------------------------ | --- | -------- | -------------- |
| 53° 20′ 43″ N, 9° 56′ 27″ O | Klecken 7, Großsteingrab | Anlage zeigt eine ungefähre Nord-Südausrichtung. Die freiliegenden Steine werden von den Resten eines schmalrechteckigen Hügel umgeben, der durch 76 aufrecht stehende Steinen umfasst wird. Zwischen diesen fanden sich Reste eines Trockenmauerwerks aus Geröll und im Feuer gespaltenem Granit. Länge 48 m bei 6 bis 7 m Breite. Der im inneren vorhandene, schwache Erddamm reicht auf beiden Langseiten über die Umfassungssteine hinaus. Im Nordteil die Reste einer 6 × 1,50 m messende, steinernen Grabkammer von fünf Jochen, die nahezu sämtlich in situ stehen. | 28959394 | Weitere Bilder |
| 53° 20′ 45″ N, 9° 56′ 26″ O | Klecken 17, Grabhügel    | Rund, 12 m Durchmesser. Eine seit dem frühen 20. Jh. beobachtete tiefe Eingrabung in der Mitte ließ vermuten, dass auch eine Steinkammer enthalten ist. 2008-2009 konnte jedoch nur ein den Hügelfuss umgebender Steinkranz sowie Reste eines innen parallel verlaufenden Spitzgrabens entdeckt werden. | 28959400 | BW             |
| 53° 20′ 34″ N, 9° 56′ 28″ O | Klecken 18, Grabhügel    | Südliche Hälfte für modernen Forstweg abgeräumt. Durchmesser ursprünglich 15 m, erhaltene Höhe 1 m. | 28959493 | BW             |

## Leversen
| Lage                        | Bezeichnung            | Beschreibung | ID       | Bild |
| --------------------------- | ---------------------- | --- | -------- | ---- |
| 53° 25′ 11″ N, 9° 51′ 21″ O | Leversen 7, Grabhügel  | Rund, sehr wuchtig, Nordostflanke in den 1970er Jahren bei der Anlage eines neuen Forstweges beschädigt, eine Untersuchung des Anschnitts erbrachte keine neuen Ergebnisse. Durchmesser 20 m, erhaltene Höhe 1,6 m. | 28959494 | BW   |
| 53° 24′ 49″ N, 9° 51′ 21″ O | Leversen 13, Grabhügel | Ehemals rund, massiv, Im Südwesten etwa 1/3 für die Anlage des modernen Forstweges abgetragen. Weitere Bodenentnahmen im Kuppenbereich und von Norden. Durchmesser ehemals 18 m, erhaltene Höhe 0,9 m.              | 28959495 | BW   |
| 53° 24′ 50″ N, 9° 51′ 26″ O | Leversen 14, Grabhügel | Rundoval, breit, sehr stark verflacht, Durchmesser 20 m, erhaltene Höhe 0,7 m. | 28959496 | BW   |
| 53° 24′ 50″ N, 9° 50′ 38″ O | Leversen 15, Grabhügel | Flach, steinreiche, Durchmesser 10 m, erhaltene Höhe 0,7 m. | 28959497 | BW   |
| 53° 24′ 29″ N, 9° 51′ 13″ O | Leversen 21, Grabhügel | Annähernd rund, Durchmesser 14 m, erhaltene Höhe ca. 1,5 m. Kuppenmulde. Am südöstlichen Hügelfuß stören zwei Pflanzgräben.                                                                                         | 31182402 | BW   |

## Nenndorf
| Lage                        | Bezeichnung | Beschreibung | ID       | Bild |
| --------------------------- | ----------- | --- | -------- | ---- |
| 53° 23′ 46″ N, 9° 52′ 41″ O | Nenndorf 12 | | 28959498 | BW   |
| 53° 23′ 46″ N, 9° 52′ 37″ O | Nenndorf 13 | Sanft gewölbt, Rand leicht verfließend und Oberfläche von Tieren durchwühlt. Durchmesser 12 m, erhaltene Höhe 0,7 m. | 28959499 | BW   |
| 53° 23′ 41″ N, 9° 52′ 18″ O | Nenndorf 14 | Mit deutlich abgesetztem Rand. Durchmesser 12 m, erhaltene Höhe 0,8 m. Alte Eingrabung in der Mitte ist vermutlich ein modernes Schützenloch. | 28959501 | BW   |
| 53° 22′ 53″ N, 9° 53′ 54″ O | Nenndorf 25 | Hügel mit recht steilen Hängen und gerundet dreieckiger Grundfläche, Durchmesser ca. 16 m; erhaltene Höhe 1,5 m. Nach Form, dem Lindenbewuchs und historischen Quellen, sowie dem Toponym Kaffeeberg handelt es sich um einen künstlichen Hügel des 19. Jh., auf dem ein kleiner Kaffee- oder Teepavillon errichtet worden war der um 1926 abgerissen wurde. | 28952826 | BW   |

### Nenndorf 15
- ID:28959500
- Nordwestl. der Ortsmitte Nenndorf auf einer Anhöhe gelegene Gruppe von 10 Grabhügel. Ein größerer wird von 9 kleineren Hügeln mit 2 – 7 m Durchmesser und 0,6 m Höhe umgeben.

| Lage                        | Bezeichnung | Beschreibung | ID       | Bild |
| --------------------------- | ----------- | --- | -------- | ---- |
| 53° 23′ 39″ N, 9° 52′ 19″ O | Nenndorf 15 | Wuchtig, Durchmesser 15 m und erhaltene Höhe 1 m. Kuppe durch größere muldenförmige Eingrabung gestört.                    | 28959399 | BW   |
| 53° 23′ 40″ N, 9° 52′ 20″ O | Nenndorf 16 | Klein, flach, S-Seite alt abgegraben, N-Seite durch modernen Forstweg tangiert. Durchmesser ca. 7 m, erhaltene Höhe 0,6 m. | 28959502 | BW   |
| 53° 23′ 39″ N, 9° 52′ 20″ O | Nenndorf 18 | Klein, flach, Durchmesser 5 m, erhaltene Höhe 0,2 m.                                                                       | 28959504 | BW   |
| 53° 23′ 39″ N, 9° 52′ 20″ O | Nenndorf 19 | Klein, schwer abzugrenzend, Durchmesser beträgt 3 m, erhaltene Höhe 0,1 m.                                                 | 28959505 | BW   |
| 53° 23′ 39″ N, 9° 52′ 20″ O | Nenndorf 20 | Klein, flach, Durchmesser 7 m, erhaltene Höhe ca. 0,3 m. Zentral eine Kuppenmulde sichtbar.                                | 28959503 | BW   |
| 53° 23′ 39″ N, 9° 52′ 19″ O | Nenndorf 21 | Klein, flach, Rand läuft flach aus, Kuppe abgeflacht. Durchmesser ca. 5 m, erhaltene Höhe 0,3 m.                           | 28959506 | BW   |
| 53° 23′ 39″ N, 9° 52′ 19″ O | Nenndorf 22 | Klein, abgeflacht, Rand läuft nicht klar abgrenzbar aus. Durchmesser ca. 5 m, erhaltene Höhe ca. 0,4 m.                    | 28959509 | BW   |
| 53° 23′ 39″ N, 9° 52′ 19″ O | Nenndorf 23 | Klein, abgeflacht, Rand nur schwach abgesetzt, Durchmesser 6 m, erhaltene Höhe 0,4 m.                                      | 28959510 | BW   |
| 53° 23′ 40″ N, 9° 52′ 20″ O | Nenndorf 24 | Klein, stark abgeflacht, Durchmesser ca. 2 m, erhaltene Höhe 0,15 m.                                                       | 28959512 | BW   |

## Sottorf
| Lage                        | Bezeichnung           | Beschreibung | ID       | Bild |
| --------------------------- | --------------------- | --- | -------- | ---- |
| 53° 25′ 1″ N, 9° 52′ 9″ O   | Sottorf 8, Grabhügel  | Klein, schwach konturiert, Durchmesser 8,5 m und erhaltenen Höhe 0,5 m.                                                                                         | 28959513 | BW   |
| 53° 25′ 2″ N, 9° 52′ 57″ O  | Sottorf 9, Grabhügel  | Rundlich, oberflächlich gestört, Durchmesser 15 m, erhaltene Höhe 1 m. Große Eingrabung in der Mitte diente in jüngerer Zeit der Entsorgung von Gartenabfällen. | 28959514 | BW   |
| 53° 24′ 52″ N, 9° 53′ 16″ O | Sottorf 19, Grabhügel | | 28959515 | BW   |

## Vahrendorf
| Lage                        | Bezeichnung               | Beschreibung | ID       | Bild |
| --------------------------- | ------------------------- | --- | -------- | ---- |
| 53° 25′ 3″ N, 9° 52′ 26″ O  | Vahrendorf 12, Grabhügel  | Annähernd rund, Durchmesser 9 m und erhaltenen Höhe 0,5 m. Einkuhlungen und Tierbauten stören teilweise. | 28951483 | BW   |
| 53° 25′ 10″ N, 9° 52′ 20″ O | Vahrendorf 13, Grabhügel  | Rund, Durchmesser 10 m und erhaltenen Höhe 0,6 m. Vor 1939 bereits stark durchgegraben. | 28959518 | BW   |
| 53° 25′ 17″ N, 9° 52′ 27″ O | Vahrendorf 15, Grabhügel  | Rundlich, gut erhalten, Durchmesser 8 m und erhaltenen Höhe ca. 0,4 m. | 28959516 | BW   |
| 53° 25′ 14″ N, 9° 52′ 29″ O | Vahrendorf 16, Grabhügel  | Sehr flach, ca. 10 m Durchmesser und erhaltene Höhe ca. 0,4 m. Im SO-Bereich eine kleine Mulde, die auf die bis in die Mitte des 20. Jahrhunderts erfolgte Nutzung als Abfallgrube hinweist. | 28959520 | BW   |
| 53° 25′ 12″ N, 9° 52′ 41″ O | Vahrendorf 17, Grabhügel  | Durchmesser 15 m, erhaltene Höhe 1,8 m. In der Mitte durch sehr große Eingrabung von über 3 × 3 m gestört. | 28959521 | BW   |
| 53° 25′ 12″ N, 9° 52′ 44″ O | Vahrendorf 18, Grabhügel  | Rundlich, breit und abgeflacht, Durchmesser 15 m, erhaltene Höhe 0,4 m. In der Mitte Störung durch altes Stellungsloch. | 28959522 | BW   |
| 53° 25′ 10″ N, 9° 52′ 46″ O | Vahrendorf 19, Grabhügel  | Breit, Durchmesser 15 m, erhaltene Höhe 1,2 m. Große alte Eingrabung stört die Mitte, wo bis in die 1990er Sperrmüll entsorgt wurde. Nördlich und südlich durch tief eingefahrene Wegspuren jüngerer historischer Wegetrassen begrenzt.                                                                                    | 28959523 | BW   |
| 53° 25′ 30″ N, 9° 53′ 16″ O | Vahrendorf 26, Grabhügel  | Rundlich, stark zerwühlt, Nordwestrand durch Privatweg geschnitten. Durchmesser 20 m, erhaltene Höhe 1 m. | 28959519 | BW   |
| 53° 25′ 30″ N, 9° 53′ 9″ O  | Vahrendorf 28, Grabhügel  | Durchmesser 15 m, erhaltene Höhe 0,6 m. Oberfläche stark zerwühlt. | 28959616 | BW   |
| 53° 25′ 26″ N, 9° 53′ 10″ O | Vahrendorf 29, Grabhügel  | Oval, etwa Nord-Süd orientiert, 16 m Länge, 12 m Breite und erhaltene Höhe 0,6 m. Oberfläche sehr zerwühlt. | 28959615 | BW   |
| 53° 25′ 25″ N, 9° 53′ 9″ O  | Vahrendorf 30, Grabhügel  | Oval, etwa Nord-Süd orientiert, Länge 15 m, Breite 10 m, erhaltene Höhe ca. 0,4 m. Oberfläche stark zerwühlt. | 28959620 | BW   |
| 53° 26′ 45″ N, 9° 53′ 1″ O  | Vahrendorf 34, Grabhügel  | Leicht oval, markant, Ost-West orientiert, Länge 17 m, Breite 14 m, erhaltene Höhe 2 m. Kuppenmulde, Granitsteine im Kuppenbereich erst modern abgelegt. | 28959621 | BW   |
| 53° 26′ 46″ N, 9° 52′ 55″ O | Vahrendorf 35, Grabhügel  | Rund, Durchmesser 11 m und erhaltene Höhe 1,2 m. Mehrere ältere Abgrabungsspuren. | 28959622 | BW   |
| 53° 26′ 42″ N, 9° 52′ 54″ O | Vahrendorf 38, Grabhügel  | | 28959617 | BW   |
| 53° 25′ 54″ N, 9° 52′ 53″ O | Vahrendorf 116, Grabhügel | Rundlich-oval, Durchmesser 10 m, erhaltene Höhe 0,6 m. Winkelförmige Eingrabung in der Kuppe ist modern (Schützenloch?). | 28959623 | BW   |
| 53° 26′ 28″ N, 9° 52′ 44″ O | Vahrendorf 121, Grabhügel | Rundlich, Durchmesser 15 m, erhaltene Höhe 0,6 m. Oberfläche stark zerwühlt. | 28959624 | BW   |
| 53° 26′ 27″ N, 9° 52′ 48″ O | Vahrendorf 122, Grabhügel | Rundlich, Durchmesser 15 m und erhaltenen Höhe 0,5 m. Nordostseite durch Ackerbau abgetragen. An der Oberfläche faust- bis überkopfgroße Granitsteine. | 28959625 | BW   |
| 53° 26′ 18″ N, 9° 52′ 32″ O | Vahrendorf 127, Grabhügel | Rundlich, Rand deutlich abgesetzt, Oberfläche unregelmäßig. Durchmesser 14 m, erhaltene Höhe 1,5 m. In den 1930er Jahren wurde der Fund eines becherartigen Keramikgefäßes aus dem Hügel gemeldet: es handelte sich um einen Becher der Einzelgrabkultur, sodass eine endneolithische Zeitstellung angenommen werden kann. | 28959626 | BW   |